# Dominic Medrea
Dominic Medrea (n. 1 mai 1888, Țelna, comitatul Alba de Jos, Austro-Ungaria – d. 6 decembrie 1939, probabil Alba Iulia, România) a fost medic militar, participant la Marea Adunare Națională de la Alba Iulia și medic-șef al județului Alba. 

## Biografie și familie
Dominic Medrea s-a născut la 1 mai 1888 în satul Țelna (județul Alba). Părinții lui, Ioan și Maria (nume dinaintea căsătoriei Nistor) erau de profesie agricultori. Dintre cei șase copii ai familiei Medrea, numită și Muscanu, Dominic Medrea a fost cel mai mic. Timotei Medrea, bunicul său, a participat activ la Revoluția din 1848, în tabăra lui Axente Sever.

## Studii
A făcut primele patru clase la școala romano-catolică din Alba Iulia, unde limba de predare era maghiara. Următoarele patru clase le va face la Liceul greco-catolic din Blaj, unde va sta în gazdă împreună cu unul din frații săi, Aurel. După ce a absolvit gimnaziul, provenind dintr-o familie cu posibilități financiare reduse, părinții săi l-au dat ca ucenic unui tinichigiu, Ulrich, din Alba Iulia, care era căsătorit cu o soră a mamei sale. După ce familia sa reușește să-și îmbunătățească starea materială, Dominic urmează liceul românesc din Năsăud. La insistențele fratelui său mai mare, Florian, ofițer activ în Regimentul 1 bosniac de gardă din Viena, care își asumă și plata taxelor, s-a înscris la Facultatea de Medicină din Viena, pe care o termină în 1914, când obține doctoratul în medicină și chirurgie. Ca mulți alți studenți români de la Viena, a activat în cadrul Societății Academice România Jună. În anul universitar 1910/1911 a ținut conferința "Câteva sfaturi pentru popor".

## Viața și activitatea

### Anii din timpul Primului Război Mondial
În toamna anului 1914 i s-a oferit gradul de medic-sublocotenent și ulterior, trimis pe front, la un post batalionar. Cu simpatii față de Puterile Aliate, încearcă să dezerteze, însă nu are succes. În 1918 într-o permisie, se căsătorește cu Emilia Domșa, cu care a avut patru copii, unul dintre ei decedând la vârsta de un an. La începutul lunii noiembrie 1918 s-a întors de pe front la Alba Iulia și se înrolează în Gărzile Naționale, sub comanda fratelui său, căpitanul Florian Medrea. Dominic, medic-locotenent în rezervă, organizează, împreună cu medicii Iuliu Crișan, Cornel Dărămuș, Aurel Boteiu, Zeno Dumitreanu și Franz Stubenvool, Serviciul sanitar ad hoc  pentru tratarea eventualelor urgențe și a preveni izbucnirea unei epidemii. 

### După Unire
După Unire, Dominic Medrea devine medic de oraș la Alba Iulia, medic consultant la Oficiul de Asigurări Sociale, având și funcția de președinte al Colegiului medicilor din Alba. Mai târziu, ajunge medic-șef al județului, timp în care organizează numeroase acțiuni antiepidemice, pentru eradicarea epidemiei de febră tifoidă de pe valea Sebeșului. Activând în cadrul ASTREI, susține o serie de conferințe și expoziții în scopul îmbunătățirii modului de a crește copiii.

### Sfârșitul vieții
Bolnav de tuberculoză, reușește să trăiască o parte din viață cu această afecțiune, decedând, însă,  la data 6 decembrie 1939 și fiind înmormântat în Cimitirul Maieri din Alba Iulia.